# Долењи Сухор при Виници
Долењи Сухор при Виници (словен. Dolenji Suhor pri Vinici) је насељено место у општини Чрномељ, регија Југоисточна Словенија, Словенија.

## Историја
До територијалне реорганизације у Словенији био је у саставу старе општине Чрномељ.

## Становништво
У попису становништва из 2011. године, Долењи Сухор при Виници имао је 48 становника.
| Број становника према пописима | Број становника према пописима | Број становника према пописима |
| ------------------------------ | ------------------------------ | ------------------------------ |
| 1991                           | 2002                           | 2011                           |
| 52                             | 43                             | 48                             |

Напомена: До 1953. исказивано под именом Долењи Сухор.